# NGC 1412
NGC 1412 في الفهرس العام الجديد، هي مجرة، تقع في كوكبة الكور. اكتشفت في 20 نوفمبر 1835 بواسطة جون هيرشل.

## روابط خارجية
- NGC 1412 على موقع ويكي سكاي: DSS2, SDSS, GALEX, IRAS, Hydrogen α, X-Ray, Astrophoto, Sky Map, Articles and images